# Gefionin vodnjak
Gefionin vodnjak (dansko Gefionspringvandet) je velik vodnjak ob pristanišču v Københavnu na Danskem. Prikazuje veliko skupino volov, ki vlečejo plug in jih poganja nordijska boginja Gefion. Stoji na območju Nordre Toldbod poleg Kastelleta in neposredno južno od Langelinieja.

## Zgodovina
Vodnjak je mestu København podarila fundacija Carlsberg ob 50-letnici pivovarne. Prvotno naj bi stal na glavnem mestnem trgu pred mestno hišo, vendar so se namesto tega odločili, da ga zgradijo blizu Øresunda na trenutni lokaciji blizu Kastelleta (Citadela).
Zasnoval ga je danski umetnik Anders Bundgaard, ki je izklesal naturalistične figure 1897–99. Bazeni in okraski so bili dokončani leta 1908. Fontana je bila prvič aktivirana 14. julija 1908.
Vodnjak je bil deležen obsežne prenove, ki se je začela leta 1999. Vodnjak več let ni bil v uporabi in je bil ponovno odprt septembra 2004.

## Ikonografija
Vodnjak prikazuje mitsko zgodbo o nastanku otoka Zelandija, na katerem leži København. Legenda se pojavi v skaldski pesmi Ragnarsdrápa  iz 9. stoletja, posneti v Prozni Eddi iz 13. stoletja, in v sagi Ynglinga, kot je zapisana v Heimskringla iz 13. stoletja Snorrija Sturlusona.
Po Ynglinga sagi je švedski kralj Gylfi obljubil Gefiuni ozemlje, ki bi ga lahko preorala v eni noči. Svoje štiri sinove je spremenila v vole, ozemlje, ki so ga izorali, pa je nato vrgla v dansko morje med Skanijo in otokom Funen. Luknja je postala jezero z imenom Lögrinn in Leginum (lokativ). Snorri identificira jezero Löginn kot jezero stare Sigtune zahodno od Stockholma, tj. jezero Mälaren, k identifikaciji, ki se ji pozneje vrne v Sagi o Svetem Olafu. Ista identifikacija Löginna/Leginuma kot Mälarena se pojavi v Ásmundar saga kappabana, kjer gre za jezero pri Agnafitu (sodobni Stockholm), in tudi v Knýtlinga saga.
Kljub Snorrijevi identifikaciji turistične informacije o vodnjaku identificirajo nastalo jezero kot Vänern, največje švedsko jezero, pri čemer navajajo dejstvo, da sodobni zemljevidi kažejo, da sta Zelandija in jezero podobna drug drugemu po velikosti in obliki.
Snorri pa je dobro poznal Vänern, saj je leta 1219 obiskal Västergötland. Ko je omenil to jezero, ga je imenoval Vænir.

## V popularni kulturi
Gefionin vodnjak je viden na 0:48:47 v filmu Olsen-banden iz leta 1972 The Olsen Gang's Big Score. Videti ga je tudi v celovečercih Jeg elsker en anden (1946), Mor bag rattet (1965) in Min søsters børn vælter byen (1968).

## Sprejem
Strokovnjakinja Hilda Ellis Davidson komentira, da je »nekaj moči stare zgodbe o Gefioni, ustvarjalki otokov, odlično izražena v velikem vodnjaku ob robu vode v Københavnu, ki prikazuje njeno oranje po morju v oblaku naraščajočega pršenja s svojimi velikanskimi zvermi.«